# Frank Klötgen

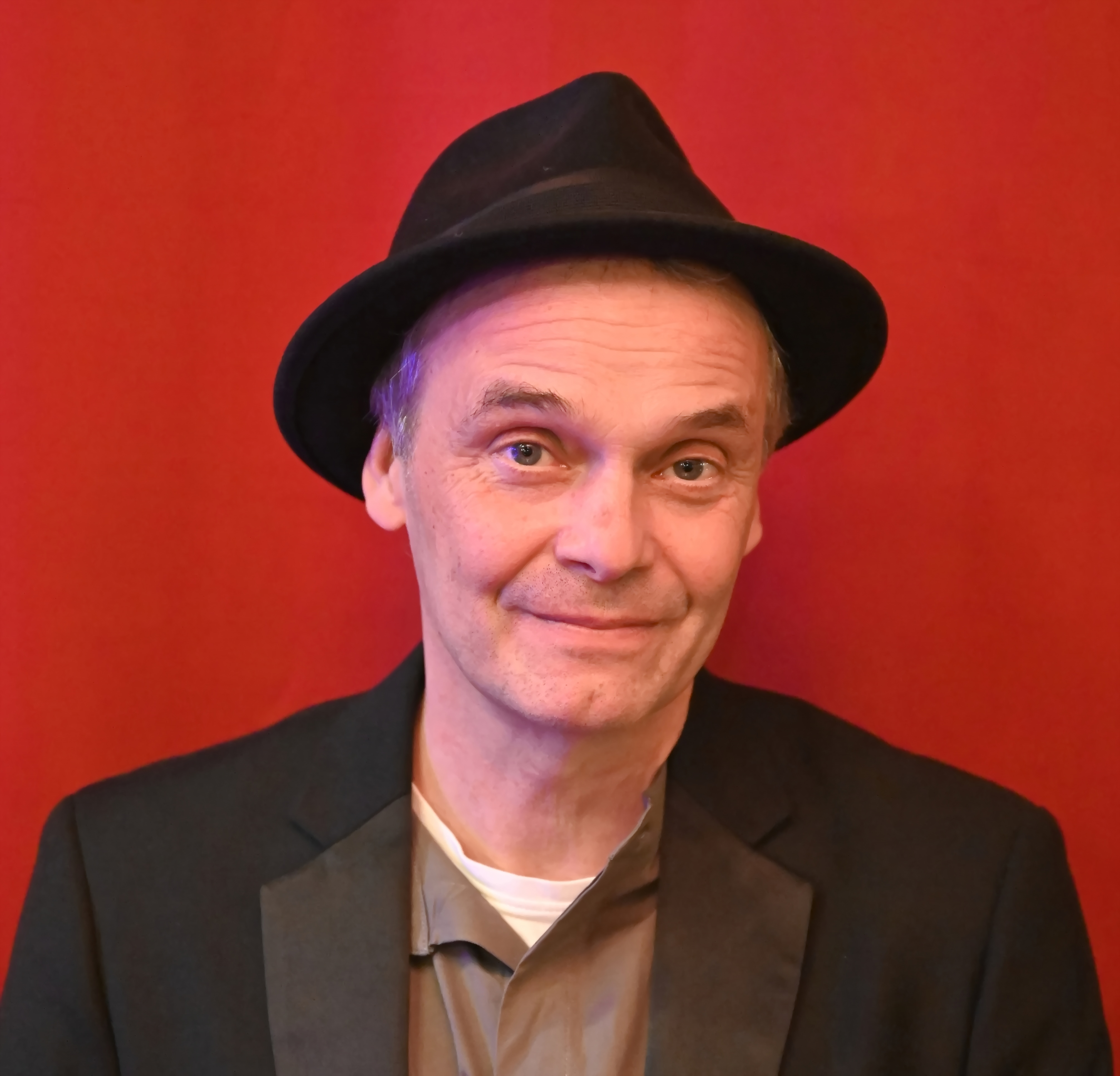
Frank Klötgen, 2024

Frank Klötgen (* 1968 in Essen) ist ein deutscher Slampoet, Musiker und Kabarettist.

## Leben und Werk
Frank Klötgen besuchte bis 1988 das Gymnasium Essen-Überruhr und studierte Kommunikationswissenschaften, Anglistik und Marketing.
Er ist Sänger und Texter der Band Marilyn's Army. Mit dem Ensemble Varié hat er das Programm WORTimAKKORD - Klassik slams Poetry zusammengestellt.
1998 wurde er für die Hyperfiction Aaleskorte der Ölig von der ZEIT mit dem Pegasus-Preis ausgezeichnet. 2004 erschien der Hyperfiction-Roman Spätwinterhitze (CD-ROM). 2005 feierte Klötgens Online-Musical Endlose Liebe/Endless Love Premiere. 2007 erschien das Buch Will Kacheln. Im Frühjahr 2010 erschien Klötgens erster Roman Der Fall Schelling. Im Juni 2011 war er Writer in Residence der philologisch-kulturwissenschaftlichen Fakultät der Universität Innsbruck. Im November 2021 erschien sein Gedichtband Lebhaft im Abgang.
Frank Klötgen veranstaltet seit 2005 die Essener Slam-Show Grend Slam, ist Mitglied der Berliner Lesebühne Berliner Wald und des Slam-Teams Agrar Berlin (2. Platz beim Slam-National 2005). Seit 2007 schreibt er auf tagesspiegel.de den Stadtkind-Blog, seit 2008 ist er mit dem Programm Klötgen & Koslovsky unterwegs, das 2009 den ersten Poetry Slam auf sueddeutsche.de gewinnt. Im September 2013 veranstaltete er die Poetry-Slam-Landesmeisterschaften in Essen. Anfang 2017 endete seine einjährige „Poetry-Slam-Abschiedstour“ nach knapp 200 Auftritten in 19 Ländern auf vier Kontinenten.
Seit Juni 2020 gehört er neben Christl Sittenauer und Sebastian Fritz zum neuen Ensemble der Münchner Lach- und Schießgesellschaft. Mit dem Ensemble der Münchner Lach- und Schießgesellschaft spielte er von 2020 bis April 2023 das Stück "Aufgestaut" und seit Januar 2024 das Stück "Abgespeckt".
Frank Klötgen ist zudem Veranstalter der Lesebühnen "Die letzten Nächte der Westend Bohème" (zusammen mit Stefan Erz) sowie "Poetry & Parade" (zusammen mit Jaromir Konecny).
Er lebt und arbeitet in München.

## Veröffentlichungen
- Spätwinterhitze (2004)
- Will Kacheln (2007)
- Der Fall Schelling (2010)
- Mehr Kacheln! 50 Gedichte. (2011)
- Kitt (2012)
- Ruhrgebiet. Büdchenzauber und Zechenverse – ein Heimatbuch (2013)
- Holz und die 7 Todsünden – 77 Gedichte (2014)
- SLAMMED! – 1 Jahr, 149 Poetry Slams zwischen Hawaii und Madagaskar (2017)
- Lebhaft im Abgang - Tödliches & Tröstliches in 200 Gedichten (2021)

## Nachweise
1. ↑  WORTimAKKORD - Klassik slams Poetry. Abgerufen am 21. Juli 2024.
2. ↑  Endlose Liebe - Endless Love, auf hirnpoma.de
3. ↑  Writer in Residence der letzten Jahre:, auf uibk.ac.at
4. ↑  Ganz lieb morbid, Süddeutsche Zeitung vom 17. November 2021
5. ↑  Frank Klötgen: + + + hirnpoma.de - frank kloetgen slamsite poetrycreme + + + februar 2017 + + + videos termine bücher. Abgerufen am 4. März 2017.
6. ↑  Christl Sittenauer* Kabarett | Impro | Schauspiel. Abgerufen am 21. Juli 2024.
7. ↑  Die Drei von der Denkstelle, Süddeutsche Zeitung vom 11. Juni 2020
8. ↑  Oliver Hochkeppel: München: Neues Ensemble der Lach- und Schießgesellschaft begeistert. 4. August 2021, abgerufen am 14. Juli 2024.
9. ↑  Thomas Becker: Das Ensemble der Münchner Lach- und Schieß mit "Abgespeckt". 22. Januar 2024, abgerufen am 14. Juli 2024.
10. ↑  Frank Klötgen: Vom Punk zum Poeten und Weltvernetzer. 12. Juli 2024, abgerufen am 14. Juli 2024.
11. ↑  Stefan Erz. Abgerufen am 14. Juli 2024.

| Personendaten    | Personendaten                          |
| ---------------- | -------------------------------------- |
| NAME             | Klötgen, Frank                         |
| KURZBESCHREIBUNG | deutscher Autor, Slam-Poet und Musiker |
| GEBURTSDATUM     | 1968                                   |
| GEBURTSORT       | Essen                                  |